# حدادة (المغرب)
حدّادة قرية مغربية بإقليم القنيطرة الساحلي، شمالي الرباط. تضم بلدة حدّادة 11.856 نسمة (إحصاء 2004).